# Val Müstair
Val Müstair (, toponimo romancio) è un comune svizzero di 1 437 abitanti del Canton Grigioni, nella regione Engiadina Bassa/Val Müstair. È il comune più orientale della Svizzera.

## Geografia fisica
Il comune comprende tutta la Val Monastero svizzera e la Val Mora tributaria del lago di Livigno; la Val Monastero è tributaria dell'Adige, mentre la Val Mora è tributaria dell'Inn. Il punto più elevato del comune è Cima la Casina (3 180 m s.l.m.) che fa parte assieme ad altre numerose cime alle Alpi della Val Mustair, sottosezione delle Alpi Retiche occidentali, posta poco oltre la catena principale alpina. 8,05 km² del territorio comunale sono compresi nel Parco Nazionale Svizzero, confinante con il Parco nazionale dello Stelvio.

## Storia
Il comune di Val Müstair è stato istituito il 1º gennaio 2009 con la fusione dei comuni soppressi di Fuldera, Lü, Müstair, Santa Maria Val Müstair, Tschierv e Valchava; capoluogo comunale è Santa Maria Val Müstair.

### Simboli
Questo era l'emblema del distretto di Münsteryal. È rappresentato Carlo Magno di profilo, come simbolo dell'abbazia di Müstair, fondata in epoca carolingia. Si narra che abbia fondato lui stesso l'abbazia, ma non è certo. L'abbazia ha svolto un ruolo importante nella storia locale. Il colore blu è ripreso dallo stemma dell'abbazia.

## Società

### Evoluzione demografica
L'evoluzione demografica è riportata nella seguente tabella:
Abitanti censiti

### Lingue e dialetti
Nel comune vengono parlate le lingue tedesca e romancia (maggioritaria); è parlato anche correntemente l'italiano.

### Religione
La popolazione nell'alta valle professa la religione riformata, cattolica nella bassa valle.

## Geografia antropica

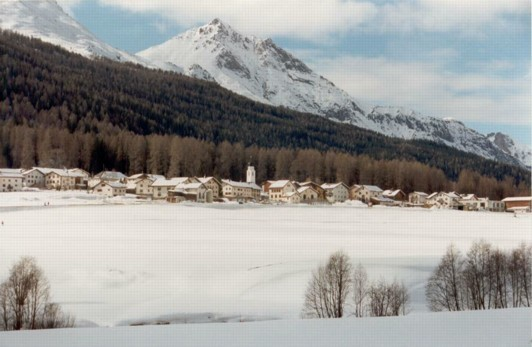
Fuldera

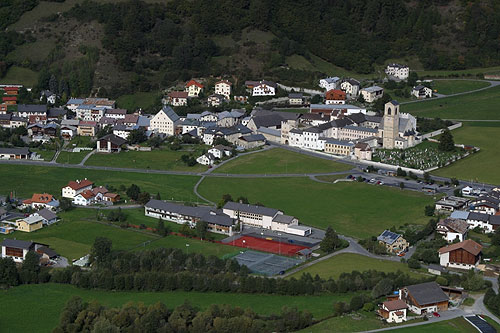
Mustair

### Frazioni
Le frazioni di Val Müstair sono:
- Fuldera[6]
  - Fuldera-Daint
  - Fuldera-Dora
- Lü[7]
  - Lüsai
- Müstair[5]
- Santa Maria Val Müstair[8]
  - Büglios
  - Craistas
  - Pütschai
  - Sielva
- Tschierv[9]
  - Aintasom-Tschierv
  - Chasuras
  - Orasom-Tschierv
  - Plaz
- Valchava[10]
  - Alp Champatsch
  - Chaunt
  - Valpaschun

## Infrastrutture e trasporti
Il comune è collegato all'Italia tramite l'omonima valle e il passo dell'Umbrail (2 503 m s.l.m.), che raggiunge la valle del Braulio, in provincia di Sondrio, sulla strada che da Bormio raggiunge il passo dello Stelvio (2 758 s.l.m.), posto al centro delle Alpi dell'Ortles.

## Amministrazione

### Gemellaggi
- Opfikon[senza fonte]
- Lumezzane[11]

## Sport
Stazione sciistica specializzata nello sci nordico, ha ospitato varie tappe della Coppa del Mondo di sci di fondo e del Tour de Ski.